# 奥伯利·比亚兹莱

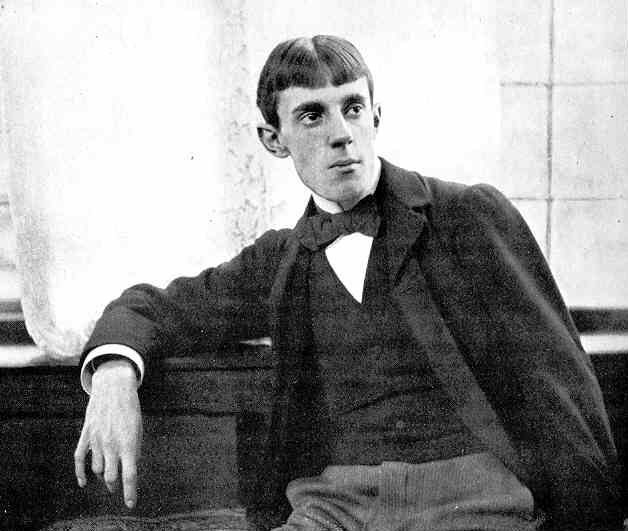
比亚兹莱

奥伯利·比亚兹莱（Aubrey Beardsley，1872年8月21日—1898年3月16日），是十九世紀末英國插畫藝術家之一，受到過日本藝術的影響，也是唯美主義運動的先驅。

## 生平
比亚兹莱出生于英国布莱顿，7岁时被诊断患有肺结核。早年任职一家保险公司做小职员。1891年受伯恩·琼斯的鼓励而走上绘画道路。
1892年接受出版商要求绘制《亚瑟王之死》插图共300余幅。

### 与王尔德
1893年他为王尔德戏剧《莎乐美》所作的插图，受到王尔德和著名出版商莱恩的讚赏。莱恩遂决定出版《莎乐美》英文版，由比亚兹莱作插图。

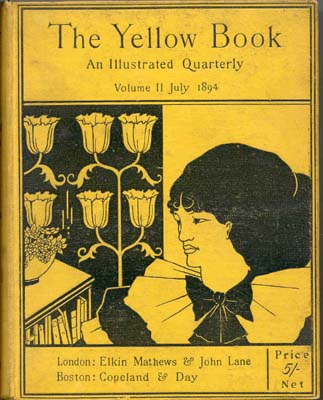
黄皮书

1894年4月，莱恩创办著名杂志《黄皮书》（The Yellow Book），由比亚兹莱作美编。《黄皮书》一经出版即引起轰动，也是比亚兹莱艺术的顶点。
1895年4月5日，王尔德因“有伤风化”被捕，临行前腋下夹了一本黄色封面的书。随后报刊即以“王尔德被捕，腋下夹了《黄皮书》”作标题刊登此新闻。《黄皮书》迫于压力解雇了比亚兹莱。比亚兹莱经济陷于困顿，肺病也重新爆发。
1896年比亚兹莱为史密瑟斯主办的新杂志《萨伏伊》（The Savoy）及一些名著作画。并创作有文学作品。这段时期他的画风更加大胆，在题材与技法上均有较大突破。
据传，1897年，比亚兹莱与出狱的王尔德在同一旅店相遇，但比亚兹莱匆匆离开。两人从此再未见面。
1898年3月16日，比亚兹莱在法国南部一家小旅馆去世，年仅26岁。临死前皈依了天主教。
听到他的死讯，王尔德在给斯米瑟斯的信中写道：“他给人生增添了一种恐怖，却在花一样的年龄死去，这真令人感到可怕与可悲。”

## 艺术评价

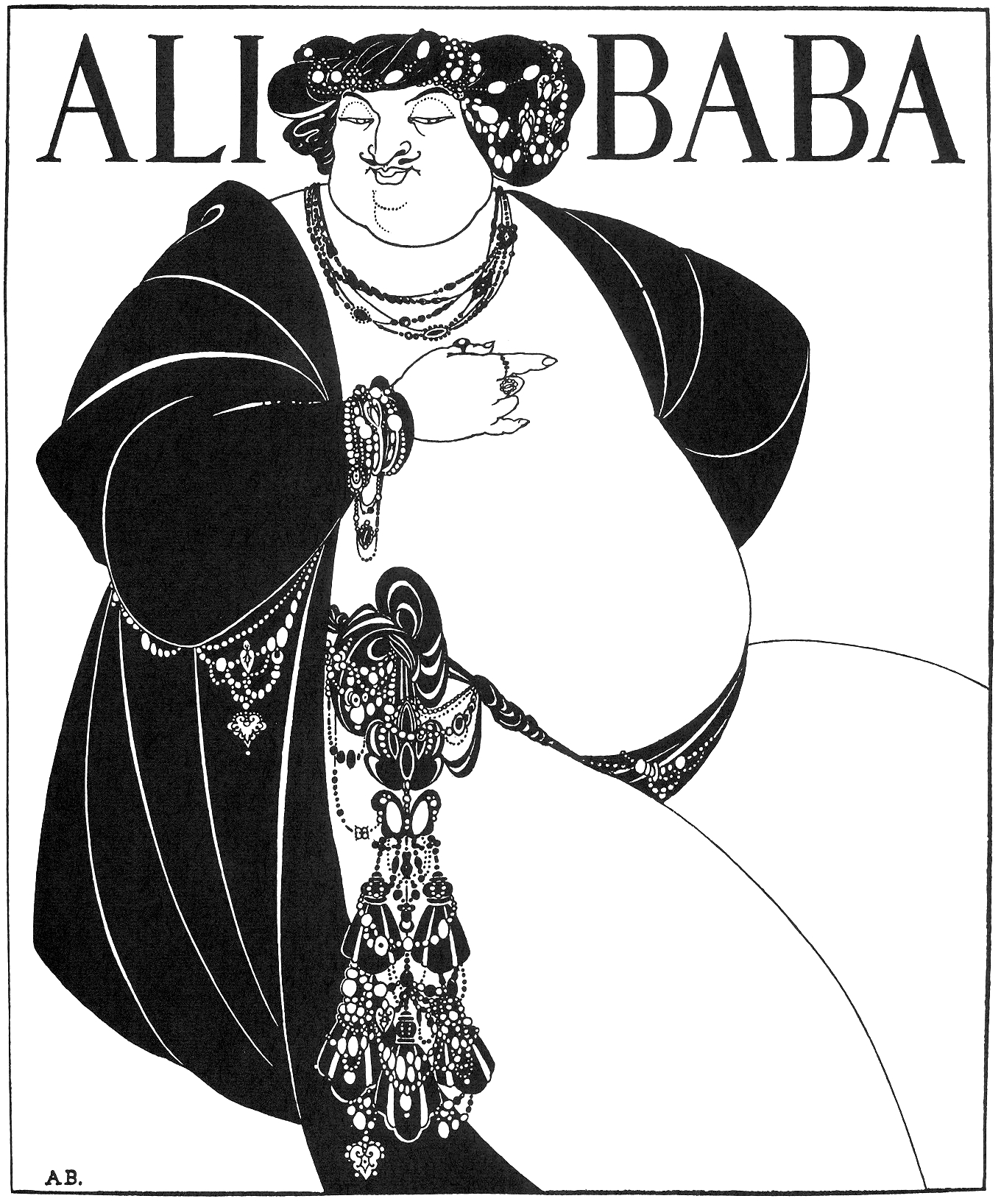
為英文版 《天方夜譚》所畫的封面「阿里巴巴」，為比亞茲萊晚期代表作之一

### 插画
他的画风受拉斐尔前派、印象派、古典主义、巴洛克、日本浮世绘等风格的影响，但又独具一格，具有强烈的个人风格，尤其是对线条的出色运用和黑白画的创造性成就。鲁迅评价道：“没有一个艺术家，作为黑白画的艺术家，获得比他更为普遍的声誉；也没有一个艺术家影响现代艺术如他一般广阔。”“视为一个纯然的装饰性艺术家，比亚兹莱是无匹的。”“但比亚兹莱不是一个插画家。没有一本书的插画至于最好的地步——不是因为较伟大而是不相称，甚且不相干。他失败于插画者，因为他的艺术是抽象的装饰；它缺乏关系性底律动——恰如他自身缺乏在他前后十年间底关系性。”

### 作品特色
比亚兹莱作品創新前衛，唯美卻怪誕、華麗且頹廢的氣氛，簡潔流暢的線條與強烈對比的黑白色塊，爲當時的新藝術運動帶來震撼性的衝擊，持續影響當代與現代、東方與西方的藝術創作。他一貫不畫同時代等人所志向的美；相反地喜歡畫邪惡的東西，具備出奇的戲劇效果，傾向臉小髮多、近乎完美比例的變形手法，符合大眾喜好，並極力挑戰當代世俗。

### 世纪末情调
比亚兹莱的画中透露出对诡秘与颓废的追求，具有象征和讽刺的风格，被认为是颓废主义的代表。在他还活着的时候，已经有人提出“比亚兹莱时代”这个说法。这个时代指的是19世纪90年代，也就是颓废主义盛行的时代，也是现代艺术萌芽的时代。鲁迅称“这九十年代就是世人所称的世纪末（fin de siècle）。他是这年代底独特的情调底唯一的表现者。九十年代底不安的，好考究的，傲慢的情调呼他出来的。”

### 對後世影響
早在二十世紀的二、三O年代，比亚兹莱就在中國引起一陣旋風，魯迅、梁實秋、徐志摩、聞一多、郁達夫……等人，莫不為他的作品所傾倒。百餘年後的今日，他的作品仍歷久彌新，深深撼動著人們的精神。
在藝術家時代，是最具爭議性的藝術家。要說比亚兹莱的作品，粉飾了世紀末，不如說是驚嚇了世紀末。因為曾經嚇壞人，所以有幾幅特殊作品曾被禁止展示或登刊，僅在巴黎與倫敦的地下美術商之間流傳過。

## 被介绍到中国
1929年4月，朝花社编印《艺苑朝华》第一期第四辑《比亚兹莱画选》。